# Ángel Suquía Goicoechea
Ángel Suquía Goicoechea, španski rimskokatoliški duhovnik, škof in kardinal, * 2. oktober 1916, Zaldivia, † 13. julij 2006, San Sebastián.

## Življenjepis
7. julija 1940 je prejel duhovniško posvečenje.
17. maja 1966 je bil imenovan za škofa Almeríe; 16. julija istega leta je prejel škofovsko posvečenje.
28, novembra 1969 je postal škof Malage, 13. aprila 1973 za nadškofa Santiaga de Compostela in 12. aprila 1983 za nadškofa Madrida.
25. maja 1985 je bil povzdignjen v kardinala in imenovan za kardinal-duhovnika Gran Madre di Dio.
28. julija 1994 se je upokojil s položaja madridskega nadškofa.